# Nick Hague
Tyler Nicklaus "Nick" Hague (Belleville, 24 september 1975) is een Amerikaans ruimtevaarder. Op 11 oktober 2018 overleefde hij de mislukte lancering van Sojoez MS-10 zonder kleerscheuren. Reden hiervan was een storing in de draagraket. In maart 2019 vloog Hague alsnog naar het ISS met Sojoez MS-12.
Hague maakt deel uit van NASA Astronautengroep 21. Deze groep van acht astronauten begon hun training in 2013 en werden in juli 2015 astronaut. Hij maakte onderdeel uit van de reservebemanning voor Sojoez MS-08.
Hij zou in 2018 voor het eerst naar het ISS gaan en aan ISS-Expeditie 57 en ISS-Expeditie 58 deelnemen. De mislukte lancering gooide echter roet in het eten. Op 14 maart 2019 vloog hij alsnog om deel te nemen aan ISS-Expeditie 59 en ISS-Expeditie 60.
In februari 2024 werd Hague geselecteerd als missiespecialist aan boord van SpaceX Crew-9. Op 24 augustus 2024 werd het aannemelijk dat hij en collega Stephanie Wilson van de vlucht werden gehaald zodat de in het ISS gestrande bemanning van Boe-CFT met Crew 9 kunnen terugkeren. Op 30 augustus werd duidelijk dat Hague toch aan boord zou zijn en Zena Cardman niet.